# Ciadoncha
Ciadoncha ist eine nordspanische Landgemeinde (municipio) mit 70 Einwohnern (Stand: 2024) im Süden der Provinz Burgos in der Autonomen Gemeinschaft Kastilien-León. 

## Lage und Klima
Ciadoncha liegt am Río Cogollos in der kastilischen Hochebene (meseta) gut 30 km südwestlich der Provinzhauptstadt Burgos in einer Höhe von ca. 795 m. Das Klima ist gemäßigt bis warm; Regen (ca. 549 mm/Jahr) fällt übers Jahr verteilt.

## Bevölkerungsentwicklung
| Jahr      | 1970 | 1981 | 1991 | 2001 | 2011 | 2021 |
| Einwohner | 255  | 149  | 139  | 120  | 73   | 78   |

## Sehenswürdigkeiten
- Kirche Mariä Himmelfahrt